# Adenes albifrons
Adenes albifrons är en insektsart som beskrevs av Brunner von Wattenwyl 1895. Adenes albifrons ingår i släktet Adenes och familjen vårtbitare. Inga underarter finns listade i Catalogue of Life.